# Svartmaskad fnittertrast
Svartmaskad fnittertrast (Pterorhinus perspicillatus) är en vanlig östasiatisk fågel i familjen fnittertrastar inom ordningen tättingar. Den förekommer i östra och sydöstra Kina samt norra Vietnam. Beståndet anses vara livskraftigt.

## Utseende och läte
Svartmaskad fnittertrast är en stor och gråaktig fnittertrast (28-31,5 cm) med karakterisktisk svart mask över ögat. Underisdan är gråbeige, ovansidan matt gråbrun och huvudet grått. Undergumpen är orangebeige. Sången är en ljudlig blandning av stönande, kacklande och babblande läten. Bland lätena hörs ett högljutt "jhew" eller "jhow".

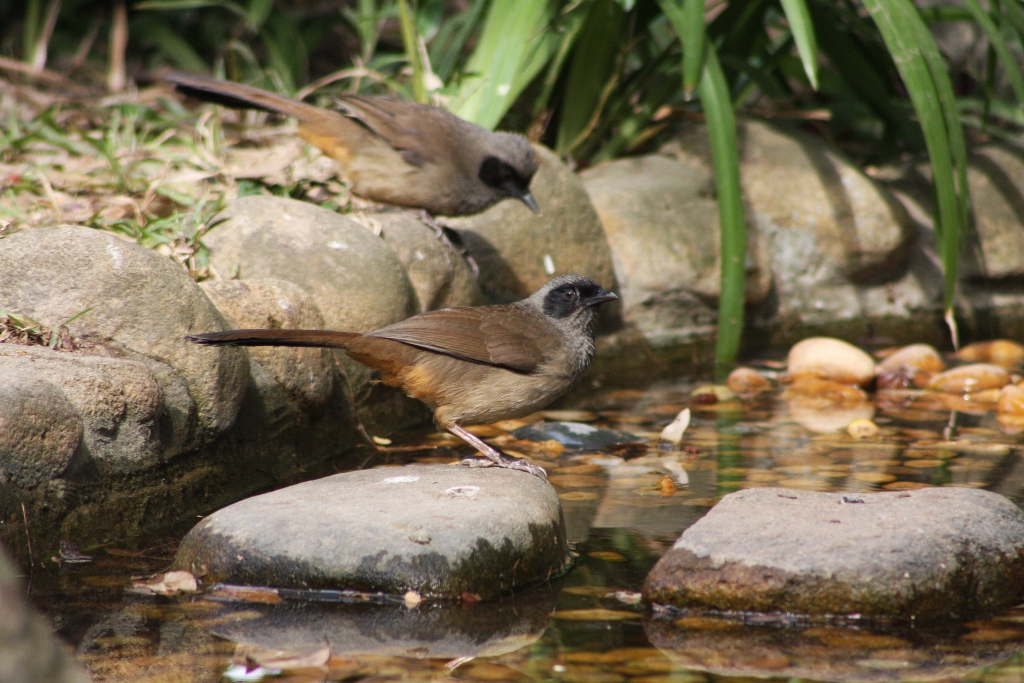
Svartmaskade fnittertrastar fotograferade i Hongkongs botaniska trädgård.

## Utbredning och systematik
Svartmaskad fnittertrast förekommer i östra och sydöstra Kina, i södra Shaanxi, södra Shanxi och norra Henan, från sydcentrala Sichuan österut till Shanghai och sydöstra Yunnan österut till Fujian och Guangdong. Den påträffas även i Vietnam, i syd till centrala Annam. Den är införd i Japan. Fågeln behandlas som monotypisk, det vill säga att den inte delas in i några underarter.

### Släktestillhörighet
Svartmaskad fnittertrast placeras traditionellt i det stora fnittertrastsläktet Garrulax, men den taxonomiska auktoriteten Clements et al lyfte ut den och ett antal andra arter till släktet Ianthocincla efter DNA-studier. Senare studier visar att Garrulax består av flera, äldre utvecklingslinjer, även inom Ianthocincla. Författarna till studien rekommenderar därför att släktet delas upp ytterligare, på så sätt att svartmaskad fnittertrast med släktingar lyfts ut till det egna släktet Pterorhinus. Idag följer tongivande International Ornithological Congress och även Clements et al dessa rekommendationer.

## Levnadssätt
Fågeln påträffas i buskmarker, skogslandskap och odlingsbygd, ofta nära byar, bambustånd, vass och häckar. Den ses vanligen i flockar om sex till tolv individer på jakt efter ryggradslösa djur som gräshoppor och sniglar, men också frön och frukt.

### Häckning
Arten häckar mellan april och juli. Det slarvigt byggda stora skålformade boet placeras i ett träd, en buske, i tät undervegetation eller i gräs en till nio meter ovan mark. Den lägger två till fem blek- eller gråblå till grönvita ägg.

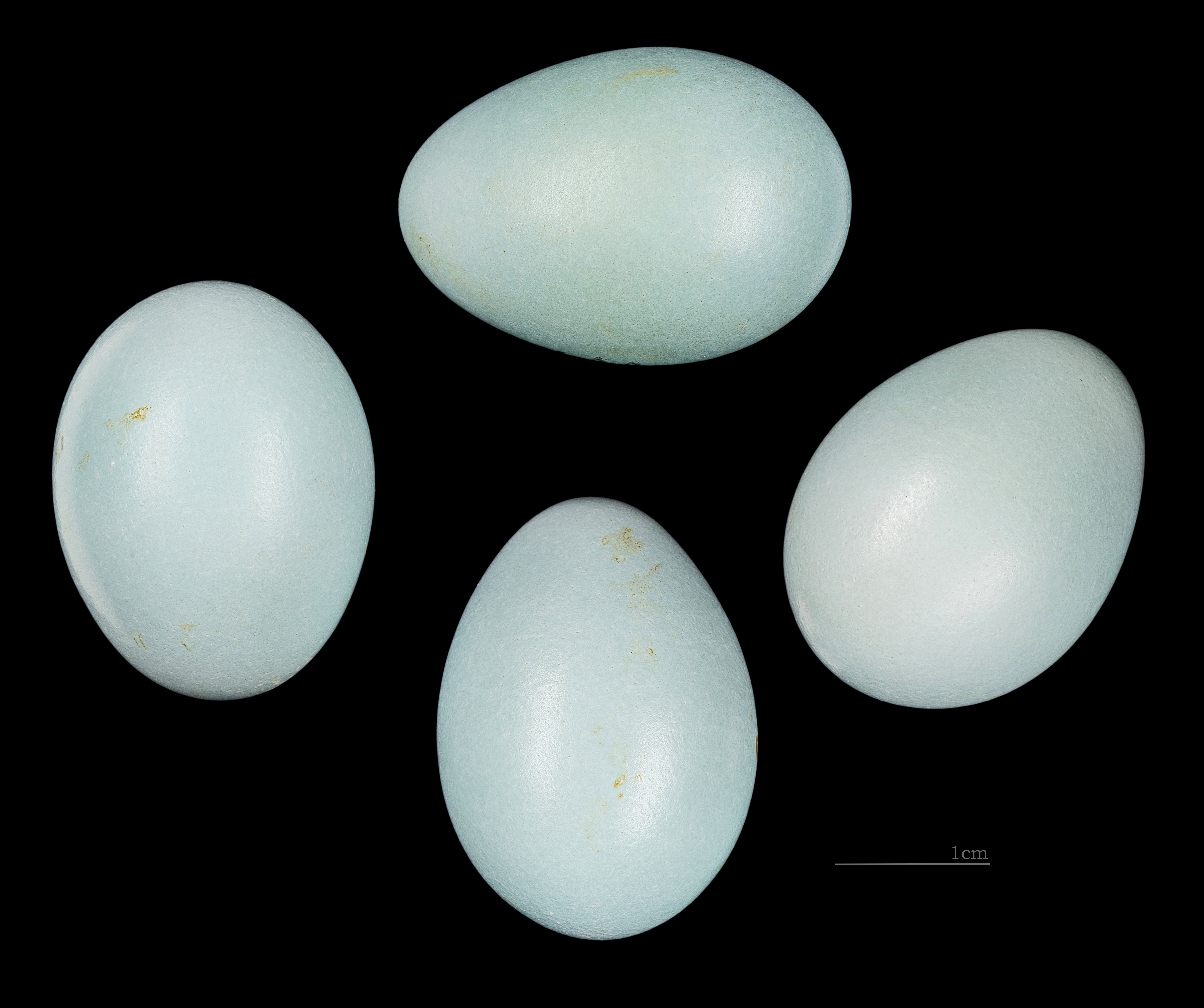
Den svartmaskade fnittertrastens ägg.

## Status och hot
Arten har ett stort utbredningsområde och en stor population med stabil utveckling och tros inte vara utsatt för något substantiellt hot. Utifrån dessa kriterier kategoriserar internationella naturvårdsunionen IUCN arten som livskraftig (LC). Världspopulationen har inte uppskattats men den beskrivs som lokalt vanlig.

## Namn
Fågeln har på svenska även kallats maskfnittertrast.